# S/S Stockholm (1931)
S/S Stockholm, tidigare S/S Öland, är ett passagerarfartyg som seglar för Strömma Kanalbolaget. Det har såväl ång- som dieselmotordrift, varför det också betecknas S/S, M/S Stockholm.
Fartyget byggdes 1931 på Oskarshamns varv som kustpostångare för Kungl. Generalpoststyrelsen för trafik mellan Kalmar och hamnar på Öland under namnet Öland. Hon ersatte S/S Öland (1883). År 1946 konverterades maskinen till oljedrift. År 1952 såldes fartyget för 400 000 kronor till Ångfartygs AB Kalmarsund i Kalmar. 
Fartyget köptes 1958 av Rederi AB Wasa - Umeå, förlängdes och byggdes om till färja med sidoport och sattes i trafik mellan Vasa och Umeå under namnet Korsholm III. År 1967 såldes det vidare till finländska marinen för att ombyggd bli stabsfartyg med namnet Korsholm, och fördes 1975 över till Sjöfartverket i Finland och tjänade som moderfartyg för sjömätning fram till 1985. 
År 1986 såldes hon till Café Casablanca Aps i Århus i Danmark och skulle tjänstgöra som flytande café, men ägaren fick inte tillstånd. År 1996 såldes fartyget till Swecox International AB i Västerås för 800 000 kronor och döptes om till Korsholm af Westerås.
Den 9 januari 1998 köpte Ångfartygs AB Strömma kanal fartyget för 4,2 miljoner kronor. När Strömma Kanalbolaget köpte henne var hon färdig för upphuggning. I oktober samma år bogserades hon till Tjörnvarvet i Rönnäng för totalrenovering och gestaltade den nya inredningen i nära anknytning till Swedish grace. Den 5 maj 2000 döptes hon till Stockholm av kung Carl XVI Gustaf i samband med en ceremoni vid Stadshuskajen i Stockholm. Sedan dess används fartyget för kryssningar i Stockholms skärgård.
Fartygets ursprungliga ångmaskin från 1931 finns kvar och kan användas vid behov, men normalt drivs hon av två Volvo Penta dieselmotorer.
Prinsessan Madeleine och Christopher O'Neill med följe reste med fartyget mellan sin vigsel i slottskyrkan och bröllopsfesten på Drottningholms slott den 8 juni 2013.

## Bildgalleri

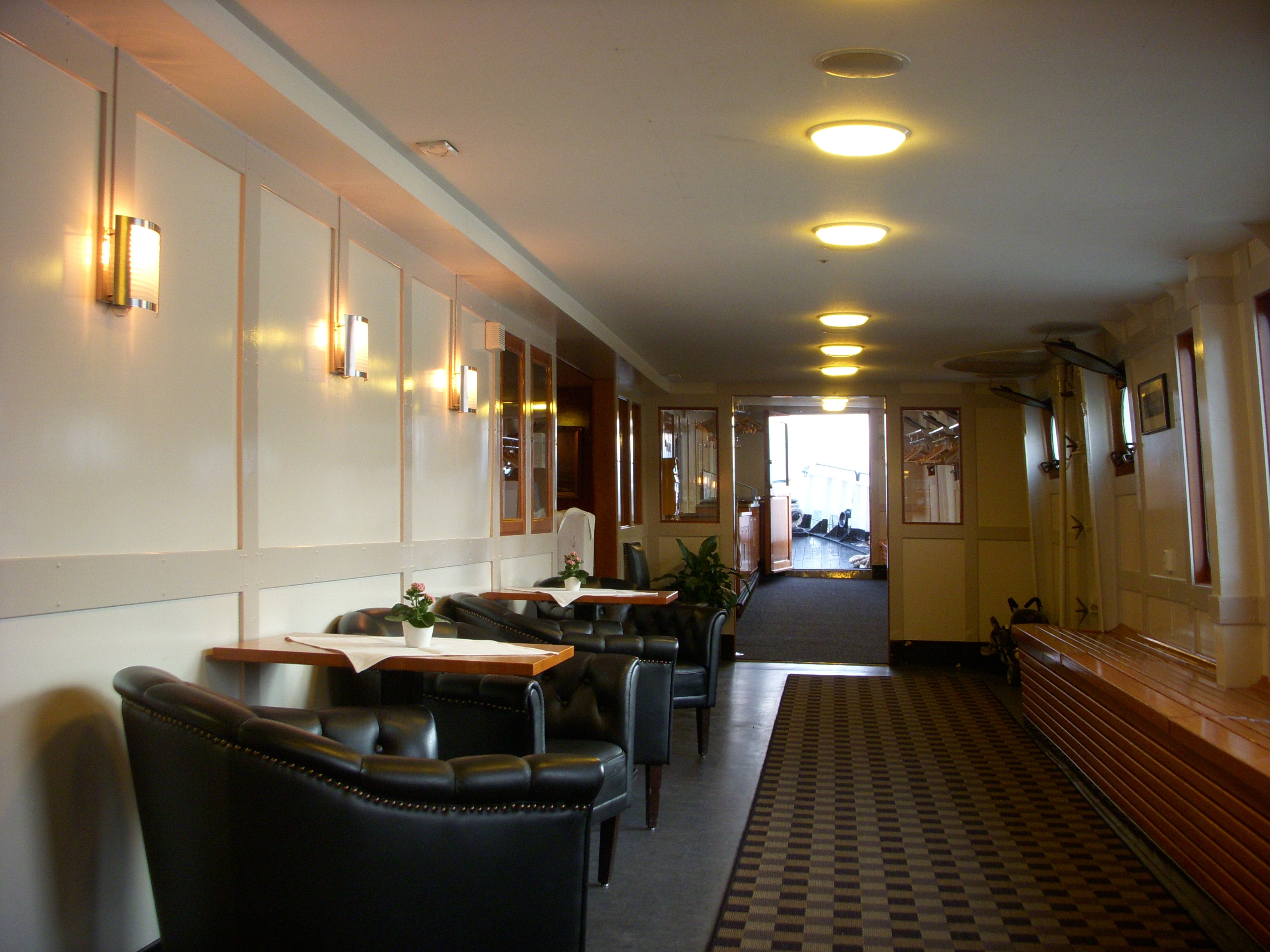
Passagerardäck
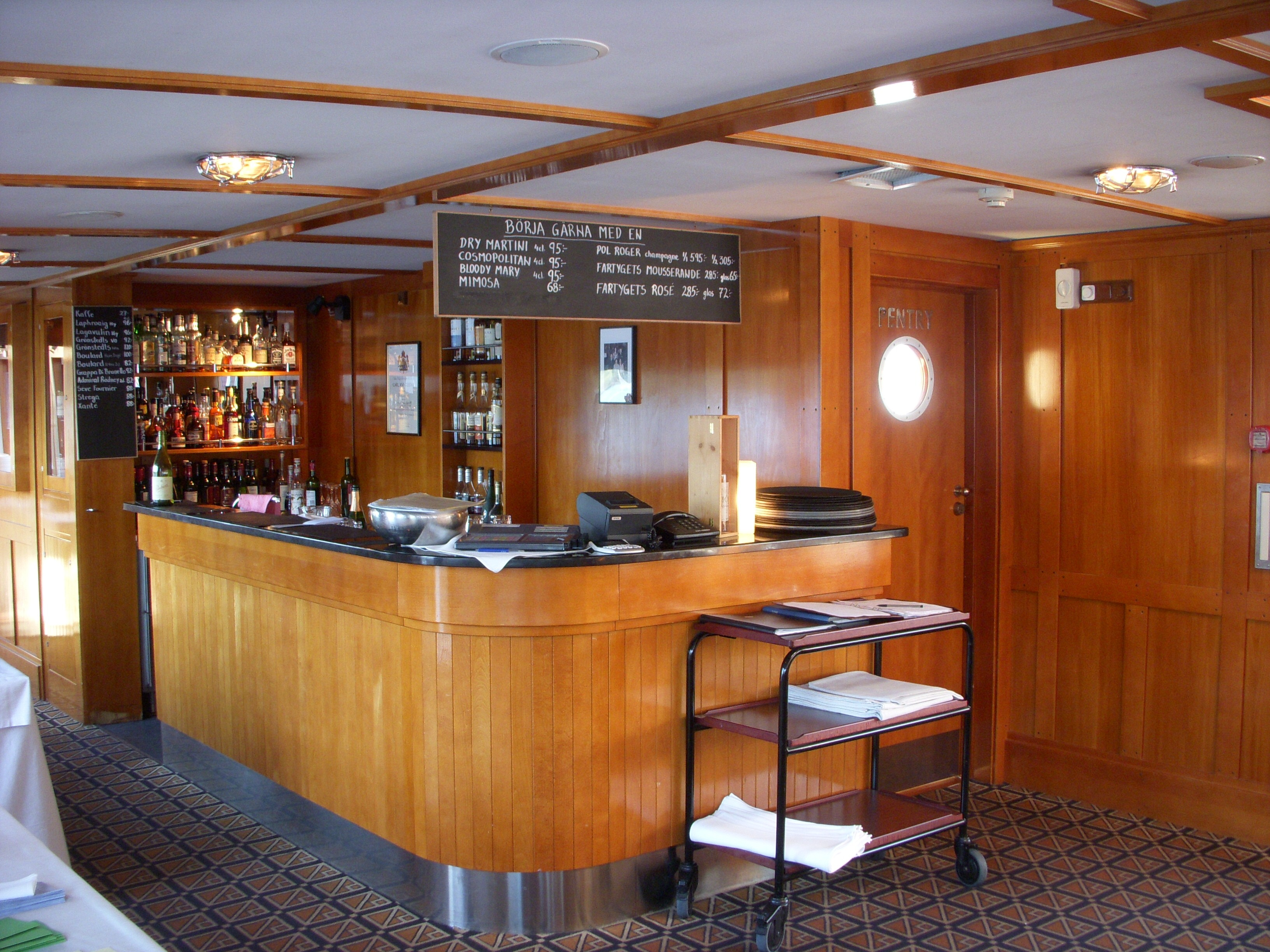
Baren
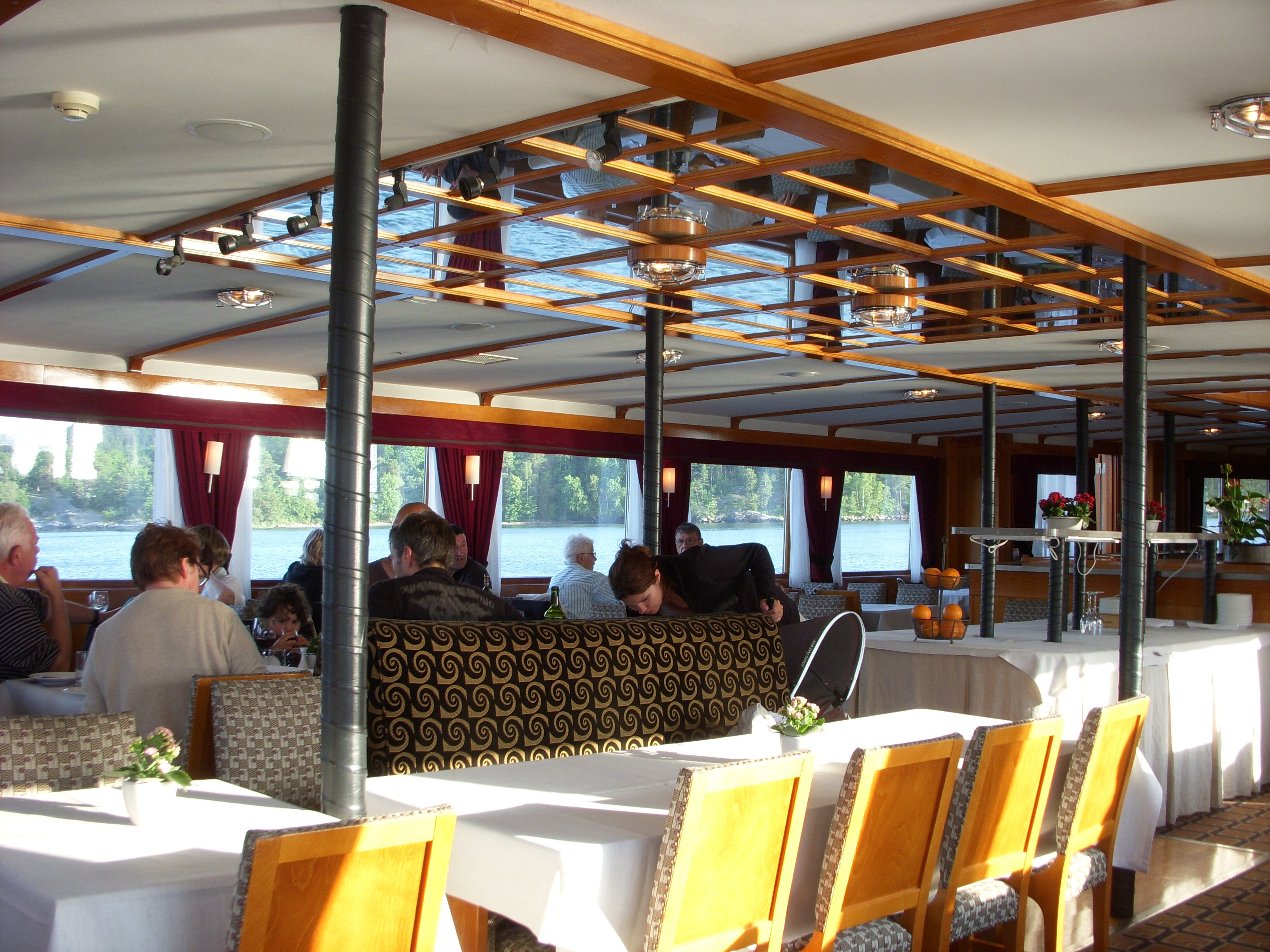
Restaurangen
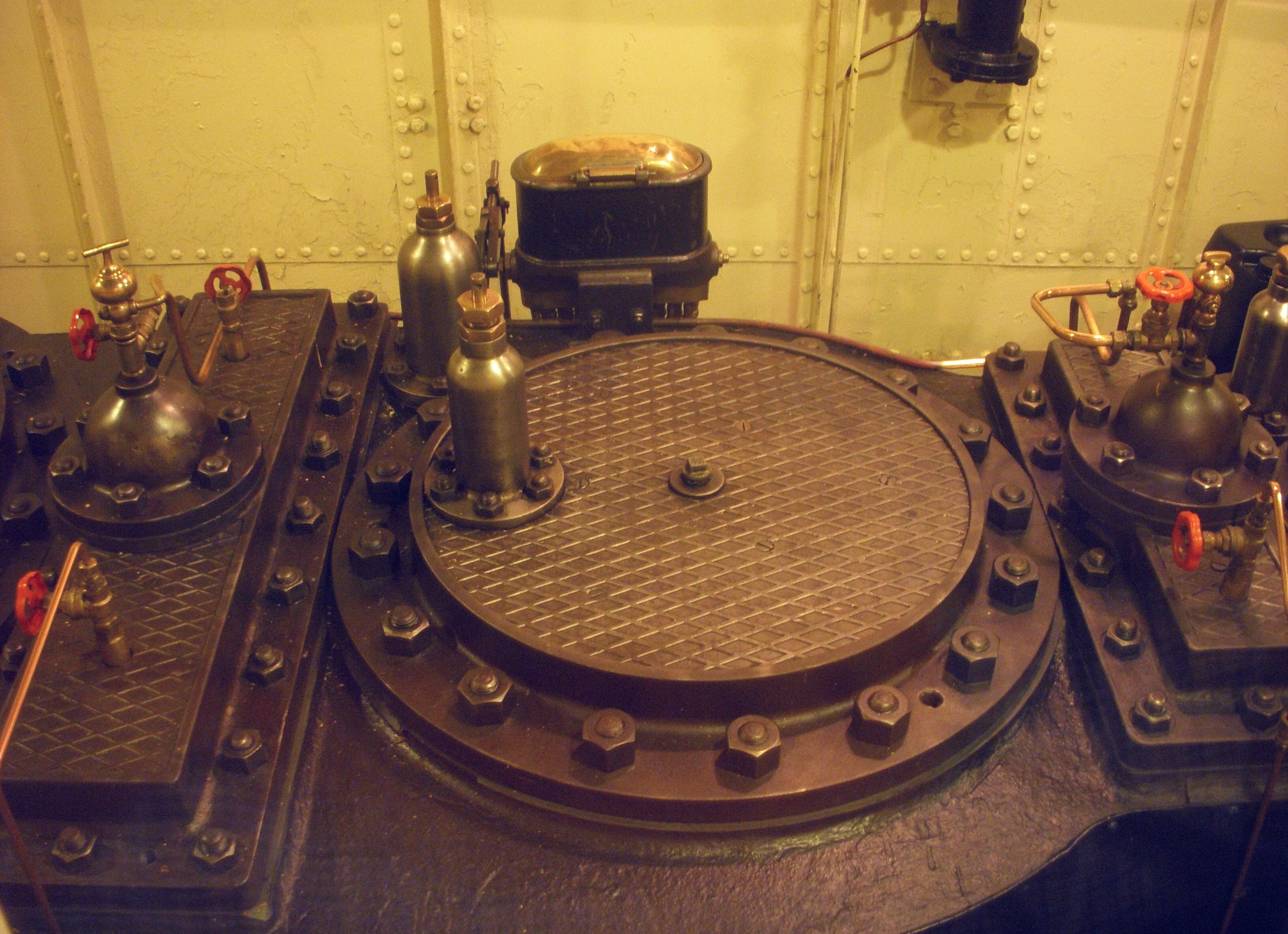
Ångmaskinen
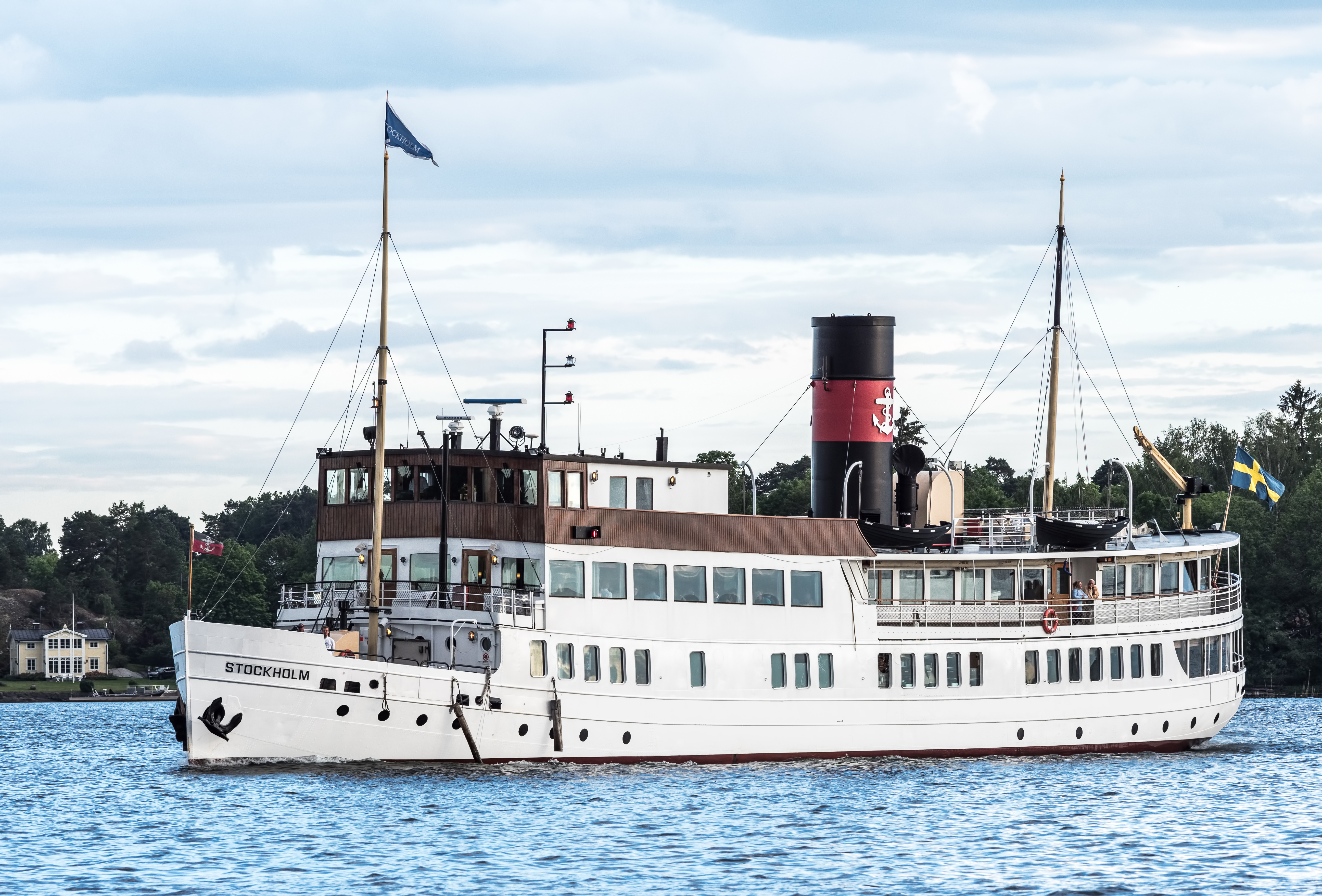
S/S Stockholm anlöper Vaxholm
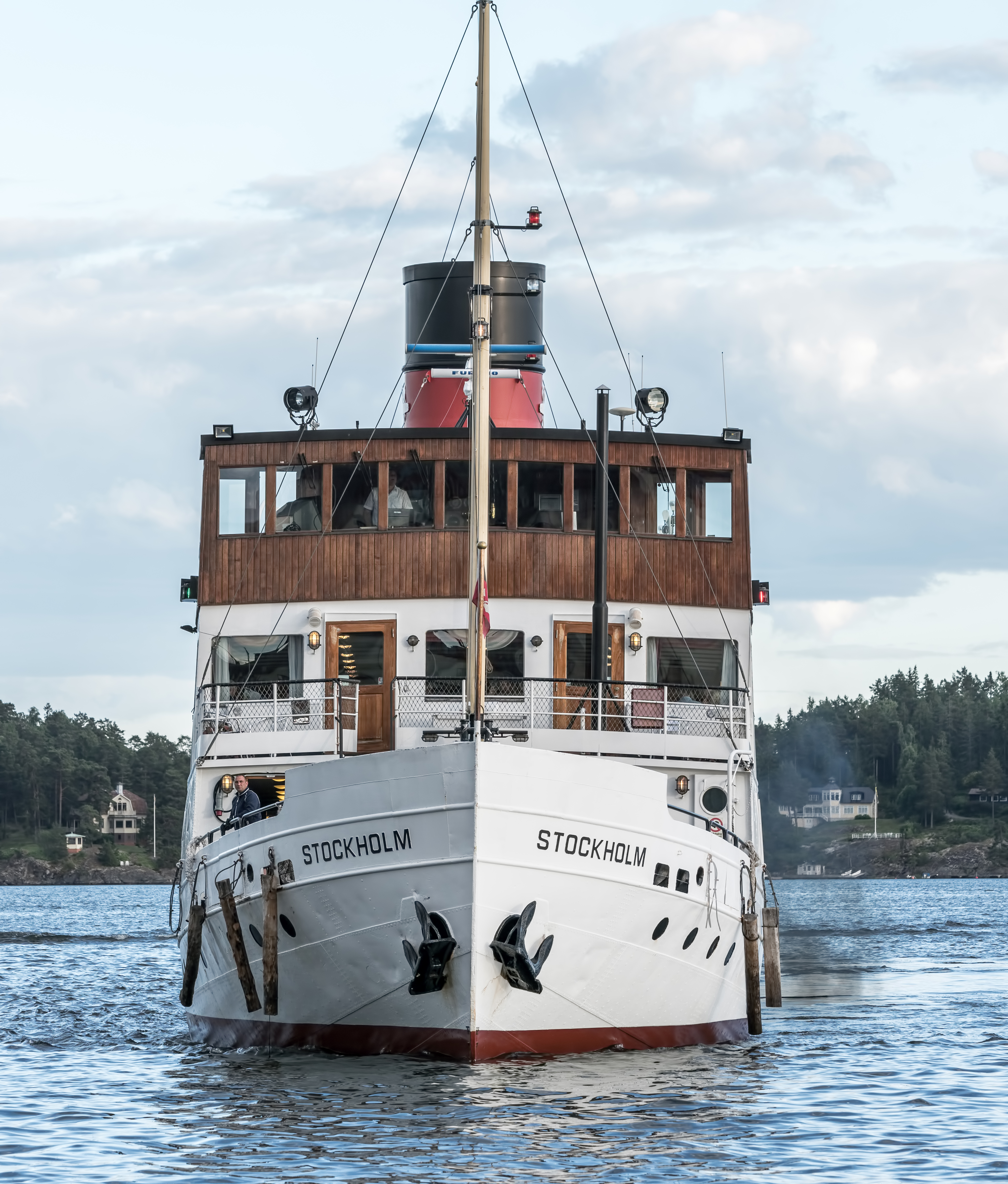
S/S Stockholm framifrån